# Thijs Launspach
Thijs Launspach (Amsterdam, 24 februari 1988) is  psycholoog, schrijver en spreker. Hij publiceerde onder andere over mentale gezondheid, stress, burn-out, millennials en keuzestress, en heeft een wekelijkse column voor het Algemeen Dagblad. Launspach maakt met Lennart Toma de podcast Hoe ben je zo?! over persoonlijkheidstrekken. Eerder maakte hij samen met Malou Holshuijsen, Aik Kramer en Emma Westermann de podcast OK Millennial (Parool). Hij geeft les aan The School of Life en was in 2021 een van de docenten van het televisieprogramma Dream School. 